# Wenus żebracza
Wenus żebracza – poemat Antoniego Langego wydany w 1890 w Warszawie. 

## Treść
Utwór opowiada o greckiej bogini Wenus, która, znudzona egejską falą, pragnie obcować wśród pijaków, prostytutek i ludzi wyrzuconych na bruk. Przesiadując w melinach i szynkowniach oczekuje, aż ktoś spoza ciemnego łachmanu dostrzeże w niej ciało nieśmiertelne; ona również wśród ludzi z marginesu społecznego szuka iskry bożej. Poeta przeciwstawia obraz nędzy tego środowiska z obrazem bogatych, lecz skazanych na zagładę dandysów-dekadentów. W efekcie uczucie, jakim darzą oni wyidealizowaną Wenus, skazuje ich na śmierć w bezpłodności wysiłku, a prawdziwą poezję zaczynają tworzyć "ludzie ulicy". 

## Forma
Poemat został napisany strofą sześciowersową rymowaną abaaba, układaną klasycznym trzynastozgłoskowcem ze średniówką po sylabie siódmej.

## Interpretacja
Poemat odczytywać można jako krytykę dandyzmu i młodopolskiego estetyzmu. Przewiduje on również tendencje, które pojawiły się dopiero w okresie dwudziestolecia międzywojennego.